# Anita Dobson

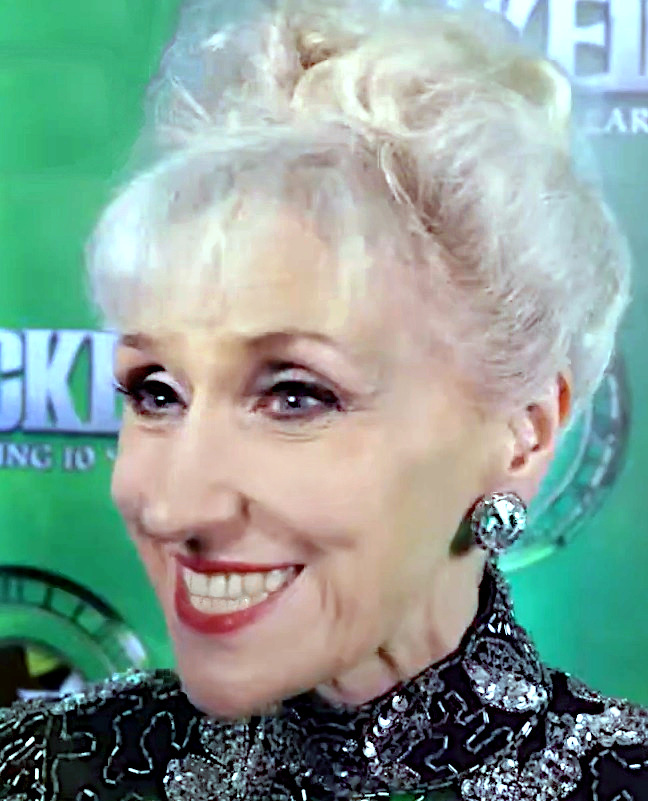
Anita Dobson im Jahr 2016

Anita Dobson (* 29. April 1949 in London) ist eine britische Bühnen-, Film- und Fernsehschauspielerin und Sängerin. Am bekanntesten ist sie durch die BBC-Fernsehserie EastEnders, in der sie von 1985 bis 1988 die Rolle der Angie Watts verkörperte. Nach ihrem Ausstieg bei EastEnders war Dobson in vielen Fernseh-, Film- und Bühnenrollen zu sehen. Im Theater spielte sie u. a. die Mama Morton im Musical Chicago (2003) und die Gertrude in Hamlet (2005). 2003 war sie für ihre Rolle in Frozen am Royal National Theatre für den Laurence Olivier Award als Beste Schauspielerin nominiert. Als Sängerin erreichte sie 1986 mit Anyone Can Fall in Love, einem Song, der auf der Themenmelodie von EastEnders basiert, Platz 4 des UK Singles Chart.
Dobson ist mit dem Queen-Gitarristen und Astrophysiker Brian May verheiratet und lebt in London sowie in Windlesham in Surrey.

## Leben
Dobson wurde in Stepney, London, geboren. Sie besuchte die Webber Douglas Academy of Dramatic Art in London.
In den frühen 1980er-Jahren stand Dobson in mehreren Fernsehserien vor der Kamera, darunter die Sitcom Up the Elephant and Round the Castle (1983).

### EastEnders
In der BBC-Seifenoper EastEnders spielte Dobson ab der ersten Folge im Jahr 1985 bis 1988 die emotional angeschlagene, alkoholkranke Angie Watts, die Wirtin des Pubs The Queen Victoria. Ursprünglich war die Rolle mit einer anderen Schauspielerin, Jean Fennell, besetzt worden, und die Dreharbeiten hatten bereits begonnen, als entschieden wurde, dass Fennells Spiel nicht mit der ursprünglichen Idee der Figur im Einklang war. Daraufhin wurde Fennell durch Dobson ersetzt. Dobson arbeitete eng mit dem Schauspieler Leslie Grantham zusammen, der ihren untreuen Ehemann „Dirty Den Watts“ verkörperte. Die EastEnders-Folge am Weihnachtstag 1986, bei der Den Angie die Scheidungspapiere überreichte, sahen 30,15 Mio. Zuschauer; dies war die höchste Einschaltquote in der Geschichte der Serie, die danach auch von keiner anderen britischen Seifenoper übertroffen wurde.
Seit Dobsons Ausscheiden aus EastEnders im Jahr 1986 hat die BBC ihr zahlreiche Angebote für ihre Rückkehr zur Serie gemacht, die sie aber alle ausschlug. Sie kommentierte dies mit den Worten: „Warum das hinreißende Wesen, das Angie Watts war, trüben?“ Die BBC gab es schließlich auf, sie zu einer Rückkehr zu bewegen; 2002 starb Angie Watts in der Serie an Alkoholvergiftung und wurde von ihrer Tochter Sharon Watts (Letitia Dean), die ein Jahr zuvor in die Serie zurückgekehrt war, beerdigt.

### Fernsehen
Nach ihrem Ausstieg bei EastEnders war Dobson in zahlreichen Fernseh-, Film- und Bühnenrollen zu sehen. Sie spielte u. a. in den BBC-Sitcoms Red Dwarf, Rab C. Nesbitt und in ihrer eigenen Sitcom Split Ends (1989), die nach einer Staffel eingestellt wurde. Sie übernahm Rollen in den BBC-Fernsehserien Dangerfield (1995), Ghosts (1995), Sunburn (1999) und Hotel Babylon (2007), in der ITV-Krimiserie The Last Detective (2004) sowie im Spielfilm Sweet Revenge (1998). Nach 2000 wirkte sie in der ITV-Polizeiserie The Bill (2005), in Folgen der BBC-Serie Casualty (2000, 2009, 2011, 2013 und 2017) sowie in der Serie Holby City mit. 
In der Miniserie Armada – 12 Days to Save England spielte sie im Jahr 2015 Königin Elisabeth I. von England. 2016 spielte Dobson an der Seite von Simon Callow in der Comedyserie The Rebel. 2018 und 2019 stand sie in mehreren Folgen der Kinderserie Eine lausige Hexe vor der Kamera. Seit 2023 ist sie in der Science-Fiction-Serie Doctor Who in der wiederkehrenden Rolle der mysteriösen Nachbarin Mrs. Flood zu sehen.

### Karriere als Sängerin
Dobson veröffentlichte als Sängerin mehrere Singles und Alben, die jedoch in den Charts nur mäßig erfolgreich waren. Ihr einziger bedeutender Erfolg war die Single Anyone Can Fall in Love, die auf der Themenmusik von EastEnders beruht und es im UK Singles Chart auf Platz 4 schaffte. Die Single wurde im UK mit einer Silbernen Schallplatte ausgezeichnet. Der Song wurde von Simon May geschrieben und von Dobsons späterem Ehemann, dem Queen-Gitarristen Brian May, produziert.

### Theater und Musical
Dobson übernahm 1980 eine Rolle in George Bernhard Shaws Pygmalion im Salisbury Playhouse. 1981 war sie im Musical Chorus Girls von Ray Davies/Barrie Keeffe sowie an der Seite von Adam Faith als Hazel Fletcher im Musical Budgie zu sehen. Weitere Auftritte hatte sie in Tom Stoppards Musical Rough Crossing und im Londoner West End als Mama Morton im Musical Chicago.  In My Lovely Shayna Maidel spielte sie eine Überlebende des Holocaust.
2005 verkörperte Dobson in der Hamlet-Produktion des English Touring Theatre die Gertrude.
2012 war Dobson in Die lustigen Weiber von Windsor der Royal Shakespeare Company in der Rolle der Mistress Quickly zu sehen. Von September 2016 bis Januar 2017 spielte Dobson die Madame Morrible im Musical Wicked im Londoner Apollo Victoria Theatre. 2019 übernahm Dobson die Rolle der Jente in Trevor Nunns Neuaufführung von Der Fiedler auf dem Dach im Londoner Playhouse Theatre.

### Strictly Come Dancing
2011 war Dobson Teilnehmerin der neunten Staffel der BBC-Live-Tanzshow Strictly Come Dancing, wo sie in der neunten Woche ausschied.

## Ehrungen und Nominierungen
Für ihre Rolle als Angie Watts in der Fernsehserie EastEnders wurde Dobson mit dem Pye Award for Outstanding Female Personality geehrt.
2003 war Dobson für ihre Rolle der Nancy in Frozen am Royal National Theatre Cottesloe für den renommierten Laurence Olivier Award als Beste Schauspielerin nominiert.
2007 wurde Dobson zum Honorable Companion des Liverpool Institute for Performing Arts ernannt. Sie ist Schirmherrin der Music Hall Guild of Great Britain and America.